# Sandwich au beurre de cacahuète et à la confiture
Le sandwich au beurre de cacahuète et à la confiture, connu dans les pays d'Amérique du Nord sous le nom de peanut butter and jelly sandwich (communément abrégé en PBJ, PB&J ou P&J), est un sandwich très populaire aux États-Unis et au Canada.

## Composition
Sa composition est sujette à de nombreuses et subtiles variations. La recette de base se compose de deux tranches de pain de mie, chacune étant enduite de beurre de cacahuète, et seulement l’une d’entre elles étant ensuite recouverte de confiture. Cependant, selon certaines traditions, le beurre de cacahuète n’est présent que sur une seule tranche. Les deux tranches sont ensuite réunies, donnant alors le sandwich au beurre de cacahuète et à la confiture. Sa simplicité de préparation, sa facilité de transport et de stockage ont fait de ce sandwich un en-cas très répandu en Amérique du Nord. La présence de beurre de cacahuète dans la composition du sandwich est en grande partie due à la propriété de la confiture. Celle-ci, de nature liquide, s'infiltre dans le pain, alors que le beurre de cacahuète, lui, n'y pénètre pas. Ainsi, le beurre de cacahuète joue un rôle imperméabilisant, empêchant la confiture de s'infiltrer dans le pain et permettant une stabilité du sandwich dans la durée.

## Variations
D'autres beurres, comme celui d'amande, de noix de cajou, de soja, de tournesol, ou encore du beurre de noisette ou du Nutella sont utilisés à la place du beurre de cacahuète. La variante la plus courante est cependant le sandwich simple, uniquement à base de beurre de cacahuète. D'autres variantes connues incluent les ingrédients suivants : miel ou pâte de guimauve à la place de la confiture, ajouts de raisins secs, de bananes, ou de guimauves, ou utilisation de pain différent du pain de mie. L'association de beurre de cacahuète et de pâte à tartiner parfumée à la noisette et au cacao est extrêmement populaire.

## Histoire du sandwich
Les premières formes de beurre de cacahuète apparurent en 1904 en Louisiane, bien que celle-ci fût vendue dans un cadre médical comme complément alimentaire à Saint Louis (Missouri) pendant quinze ans. La version moderne du beurre de cacahuète fut inventée en 1922 par Joseph L. Rosefield, et il devint un goûter populaire pour les écoliers. L'association du beurre de cacahuète et de la confiture dans des tranches de pain composaient les rations de l'armée américaine durant la Seconde Guerre mondiale[réf. souhaitée]. Cette combinaison devint si populaire qu'à leur retour, ce sandwich devint un standard dans la gastronomie américaine.